# Bet-at-home.com
A bet-at-home.com AG egy vállalatcsoport az online játékok és sportfogadások terén, melyet Jochen Dickinger és Franz Ömer alapított 1999-ben. A részvénytársasággá alakulás 2004 májusában történt, ugyanazon év decembere óta a bet-at-home.com a frankfurti tőzsdén is jegyzik. A bet-at-home.com kirendeltségekkel rendelkezik Németországban, Ausztriában, Máltán és Gibraltárban. A vállalat az online sportfogadásra vonatkozó nemzetközi engedélyeit, valamint a kaszinóra és játékokra vonatkozó online játékengedélyeit a máltai Mosta székhelyű bet-at-home.com Hol-ding Ltd. révén tartja fenn. Ezen kívül a bet-at-home.com 2011 óta rendelkezik az AAMS olasz szerencsejáték hatóság által kiadott engedéllyel, amely lehetővé teszi számára sportfogadások és kaszinó üzemeltetését. Ez az engedély 2017-ben megszűnt. A cég 2012-ben licencet kapott a Schleswig Holstein Belügyminisztériumától sportfogadás és kaszinó biztosítására és értékesítésére. Továbbá 2014-ben a szerencsejáték-szolgáltató engedélyt kapott a Szerencsejáték Hatóságtól online sportfogadások és online kaszinójátékok működtetésére és áruba bocsátására Nagy-Britanniában. Ezt az engedélyt 2022-ben visszavonták. 2015 augusztusa óta a bet-at-home.com sportfogadási engedéllyel rendelkezik Írországban.  A bet-at-home.com Internet Ltd. 2022 óta hivatalosan engedélyezett sportfogadási és virtuális nyerőgép-üzemeltető Németországban. A kínálatot a szövetségi államok közös szerencsejáték-felügyeleti hatósága (GGL) felügyeli. A bet-at-home.com AG 2009 óta tagja a Betclic Everest SAS Group-nak, amely az online szerencsejátékok és sportfogadások terén vezető francia csoport.
A teljes ajánlat 3 nyelven áll rendelkezésre (2024. decembereóta).
5,8 millió regisztrált ügyféllel (2024. decembere óta) a bet-at-home.com AG leányvállalataival együtt, különösen Kelet-Európában, valamint a német ajkú országokban, Európa vezető sportfogadási irodájává nőtte ki magát.

## A vállalat története
A bet-at-home.com vállalatot 1999 decemberében a felső-ausztriai Welsben alapította Jochen Dickinger és Franz Ömer. Már 2000 márciusában működésbe lépett a bet-at-home.com honlap. Kezdetben a kínálat kizárólag internetes sportfogadásból állt. 2009 szeptemberére a weboldal kibővült a livescore, az online kaszinó, a póker, a játékok és az élő fogadások kínálatával.
Habár a vállalat 1999-ben kft.-ként alakult, 2004 májusában tőkeberuházásra és részvénytársasággá alakulásra került sor, majd ugyanazon év decemberében megjelent a tőzsdén is. További tőkeberuházások következtek az ezt követő években is. 2006-2009 között a konszern a Racebets GmbH tulajdonosa volt 60%-ban. A bet-at-home.com AG jelenleg a „BetClic Everest S.A.S Group“ részét képezi, amely egy vezető francia csoport az online játék- és sportfogadások terén és 2009 áprilisa óta a szavazati jogok többségével rendelkezik. A bet-at-home.com AG részvényeit a frankfurti, xetrai tőzsdén jegyzik. 2012-ben az Open Market, Entry Standardra változott a frankfurti tőzsdén. 2012. október 31-én a cég társalapítója Jochen Dickinger feladta vezérigazgatói pozícióját, akinek a helyét Michael Quatember vette át. 2013 augusztusában élesedett az új honlap; a cég története során ez volt a második, ún. újraindítás a www.bet-at-home.com honlapon. 2013 decemberében elindult a honlap mobil verziója. 2015-ben a cég Virtual termékkel bővítette a termékválasztékát. Cégünknek, 2016 augusztusában, a frankfurti értéktőzsdén jóváhagyták a piaci szabályozást. A „Prime Standard” szegmenshez szóló engedély átadásra került. A vállalatot 2017 februárja és 2018 júniusa között az SDAX-en is jeg-yezték.
2017 februárjában a kaszinójátékok bekerültek a póker szoftverbe. 2017 novemberében a "Játékok" termékcsoportot a "Vegas" váltotta fel, és bevezetésre került a kaszinó app. A sports app 2018 júniusában került bevezetésre. 2018 szeptemberében az online fogadási szolgáltató tovább bővítette termékkínálatát az eSport csatorna elindításával.
2023 februárjában megjelent a weboldal harmadik újraindítása az ismert szolgáltató EveryMatrix platformján.
Marco Falchetto 2022. február 21-i hatállyal nevezték ki a bet-at-home.com AG igazgatóságának tagjává. Franz Ömer és Michael Quatember saját kérésére távozott az igazgatóságból, kinevezésük szokásos lejártával, 2022. február végén. Marco Falchetto 2025. május 31-i hatállyal lemondott igazgatósági tagságáról. Utódjául a felügyelőbizottság Claus Retschitzeggert nevezte ki.

## A vállalat szerkezete

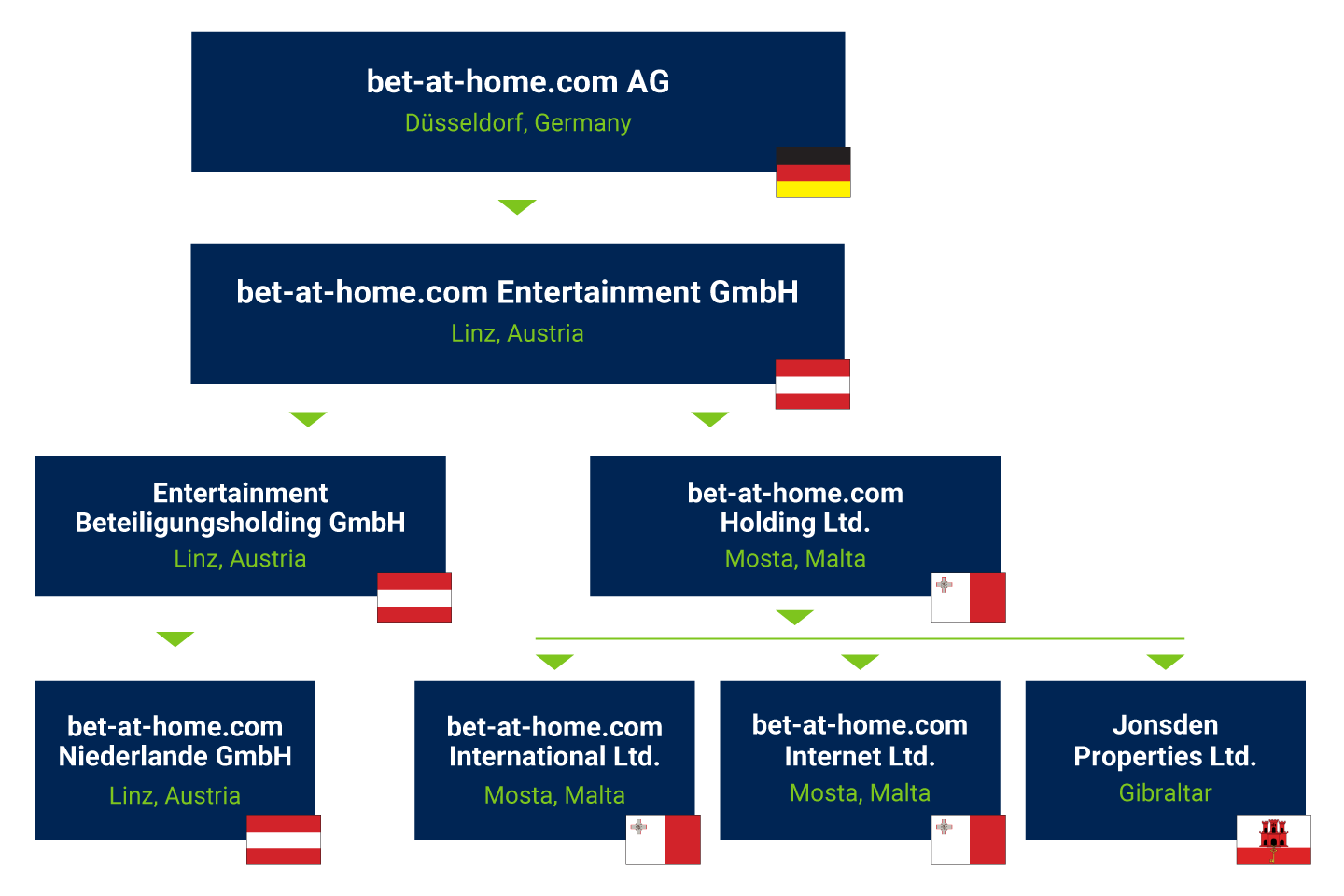
A bet-at-home.com csoport vállalati struktúrája

A bet-at-home.com AG düsseldorfi székhelye a vállalat holding funkcióját vette át a bet-at-home.com részvényeinek tőzsdei jegyzésére. A részvénytársaság 100%-os tulajdonában van a bet-at-home.com Entertainment GmbH. A vállalat székhelye Linzben található, és számos szolgáltatást nyújt a csoport más vállalatai számára, különösen az IT, a pénzügyek, az ügyfélkezelés és a jogi szolgáltatások területén. A társaság online sportfogadási, valamint online szerencsejáték-engedélyeit a kaszinókhoz és játékokhoz a bet-at-home.com Holding Ltd. birtokolja a máltai Mosta's-ban.
A Betclic Everest Group SAS 53,9%-os részesedéssel a társaság stabil törzsrészvényese, hosszú távú szemlélettel. A párizsi székhelyű Betclic Everest Group egy európai vállalat, amely franciaországi székhelyű online szerencsejáték-társaságokban rendelkezik részesedéssel. A monacói székhelyű Société des Bains de Mer (SBM) (ISIN: MC0000031187) és a Stéphane Courbit által alapított LOV Group, amely az egyre növekvő növekedéssel és deregulációval rendelkező vállalatokra összpontosít, egyenlő részesedéssel rendelkezik a Betclic Everest Group SAS-ben.
A szabad részvényállomány 2024. december 31-én az összes részvény 46,1%-át tette ki. Annak ellenére, hogy a bet-at-home.com AG-nak van egy fő részvényese, a bet-at-home.com AG részvénytársaságként tekint magára, amelynek részvényesi bázisa széles körben diverzifikált.

## Szponzori tevékenység
A bet-at-home.com különféle sportegyesületek és szövetségek, valamint sportesemények szponzora.

### Labdarúgás
A társaság számos labdarúgó klubot támogatott. Németországban 2011 és 2021 kö-zött az FC Schalke 04 prémium partnere volt, 2015 és 2018 között pedig a Hertha BSC  fő támogatója. A 2011/12-es és a 2012/13-as szezonban a bukméker iroda a Borussia Mönchengladbach és az FC St. Pauli klubokat is támogatta. Ausztriában az online fogadóiroda szintén az FK Austria Wien hosszú távú szponzora volt (2007-2021). 2018 júliusától 2021 júliusáig az FC Red Bull Salzburg partnere volt. Az előző partnerség a következő csapatokat tartalmazta: SV Ried (2002 – 2018), FC Blau Weiß Linz (2009-2013), SCS bet-at-home.com (2006/07), Wisła Krakau (2006/07), és RCD Mallorca (2010/11 és 2011/12). Verseny szinten a bet-at-home.com volt a 2019. évi müncheni Audi Cup hivatalos partnere, illetve 2009-ben és 2010-ben egy tekintélyes londoni előkészítő bajnokságot, az Emirates Cup-ot is szponzorálta. Ezenkívül 2008 és 2009 között a Labdarúgó-szövetséggel is fennállt partneri kapcsolat. Továbbá a vállalat nemzetközi csomagokkal rendelkezik a LED- és fix hirdetőszalagok terén az Európa-ligában, a Bajnokok Ligája kvalifikációjában és egyes válogatottak selejtező meccseihez az EURO 2012-höz, 2016-hoz, valamint a 2014-es vb-hez.

### Tenisz
A teniszben a bet-at-home szponzor volt a kezdetektől fogva: 2006-tól 2020-ig a tár-saság partnere volt a linzi WTA női torná-nak. A bet-at-home.com valaha, 2011-től 2014-ig a bet-at-home Cup Kitzbühel, illetve 2011-től 2015-ig a hamburgi bet-at-home Open fő- és címszponzora volt.
A cég szintén támogatott különböző nemzetközi tenisz-szövetségeket, valamint az osztrák és a bajor tenisz-szövetséget.

### Kézilabda
A bet-at-home.com a kézilabdában is szerepet játszott szponzorként: 2009 és 2014 között hivatalos partnere volt az EHF Champions League-nek, a 2009-es Kézilabda Világbajnokságnak és a Kézilabda EURO 2010-nek, valamint a szerbiai Kézilabda EURO 2012-nek. A német Bundesligában szereplő SG Flensburg-Handewitt klub mellett a vállalat a magyar MKB Veszprém csapatával is együttműködött. A legmagasabb spanyol játékosztály az ASOBAL bajnokság már régóta a vállalat egyik partnere. Szövetségi szinten a román és a cseh kézilabda egyesületek voltak a fogadási szolgáltató korábbi partnerei.

### Kosárlabda
A német Bundesliga klub ALBA BERLIN szponzorálásával a 2019/20-as szezonban a bet-at-home.com szintén jelen volt a kosárlabda sportágban. A fogadási szolgáltató a 2020/21-es és a 2021/22-es szezonban a bet-at-home Basketball Superliga névpartnere volt.

### Strandröplabda
A bet-at-home.com szponzorálási tevékenységeit a strandröplabdára is kiterjesztette 2019-ben a vállalat mind a hamburgi világbajnokság, mind a Vienna Major hivatalos partnere volt.

### Téli sportok
Az alpesi sí-világkupa 2019/20-as szezonjában a cég a Garmisch-Partenkirchenben szervezett női eseményeinek szponzora volt. A 2019-es szánkó-világbajnokságon a bet-at-home.com a négy fő szponzor egyike volt. A jégkorongban a bukméker a 2020/21-es és a 2021/22-es szezonban a bet-at-home ICE Hockey League, az osztrák nemzeti jégkorongbajnokság címadó partnere volt. A múltban a bet-at-home.com az EHC Black Wings Linz hosszú távú szponzora (2006–2016) volt. A cég a cseh HC Pilsen csapatát is szponzorálta a 2011/12-es szezonban, illetve a német Kölner Haie együttest a 2013/14-es évadban úgyszintén. Nemzetközi szinten a fogadási szolgáltató 2011-ben a Jégkorong világbajnokság fő partnere volt. A 2019/20-as évben a bet-at-home.com a Champions Hockey League partnere volt. Csakúgy, mint a 2007/2008-as szezonban, a bet-at-home a Négysánc-verseny hivatalos partnere volt a 2011/12-es, a 2012/13-as, a 2013/14-es és a 2022/23-es szezonban, valamint a 2020/21-es és a 2021/22-es szezonban. A 2011/12-es szezonban a bet-at-home.com már a második alkalommal volt a FIS Team Tour hivatalos szponzora Németországban.] Továbbá a fogadóiroda volt a hivatalos támogatója három világkupa versenynek Harrachovban (Csehország). Ezen kívül a vállalat hivatalos partnere volt a bolgár nemzeti síugró csapatnak is. A bet-at-home.com a női világkupa 2019/20-as szponzoraként működött. Az online bukméker szintén jelen volt verseny szintjén az Északi sí rendezvényen mint együttműködő partner – a 2009-es világbajnokságon Liberecben, valamint 2013-ban Val di Fiemme-ban.